# Terre de Wedel Jarlsberg
Pour les articles homonymes, voir Wedel (homonymie) et Jarlsberg (homonymie).
La terre de Wedel Jarlsberg est un territoire norvégien situé au Spitzberg,  Svalbard. Il forme la péninsule entre Van Keulenfjorden dans le nord de Hornsund dans le sud, et est situé à l'ouest de la Terre de Torell. 

## Description
Le paysage est vallonné, dans le nord, avec des pics allant jusqu'à 1 205 mètres (Berzeliustinden), et quelque chose slakere à l'est et au sud. La région est recouverte de glace au sud et à l'est. Tout au sud, dans le Hornsund, se trouve la station polaire polonaise d'Hornsud avec 12 résidents scientifiques.  L'ensemble de la Terre de Wedel Jarlsberg est incluse dans le Parc national de Sor-Spitzbergen.
La Terre de Wedel Jarlsberg est nommée d'après Fritz Wedel Jarlsberg, qui a été chef de file de la délégation norvégienne à Paris, lors de la préparation du traité du Svalbard.